# Onnia
Onnia Bancroft, 1933 è un genere di trilobiti dell'Ordoviciano medio e superiore appartenente alla famiglia Trinucleidae.

## Descrizione
Questo trilobite si sviluppa maggiormente in larghezza. La porzione cefalica convessa è circondata da un bordo punteggiato, nel quale la disposizione dei fori risulta caratteristica del genere.
Il torace è composto di segmenti sottili (fino a 6), seguiti da uno scudo caudale triangolare, non percorso da solchi. L'asse stretto arriva quasi fino al margine. Questi trilobiti avevano una lunghezza media di 3 cm. 
Somiglia molto al genere Cryptolithus.

## Habitat
Onnia scavava appena sotto la superficie del fondale marino, nel periodo Ordoviciano medio e superiore, con distribuzione geografica in Europa e Nordafrica.